# أتسوشي كاتاوكا
أتسوشي كاتاوكا (باليابانية: 片岡篤史؛ بالكانا: かたおか あつし) هو لاعب كرة قاعدة وتارينتو ياباني، ولد في 27 يونيو 1969 في كومياما ‏ في اليابان.

## وصلات خارجية
- أتسوشي كاتاوكا على موقع الدوري الياباني لكرة القاعدة (الإنجليزية)
- أتسوشي كاتاوكا على موقعبيزبول رفرنس.كوم (الدوري الثانوي) (الإنجليزية)